# Ising (preußisches Adelsgeschlecht)

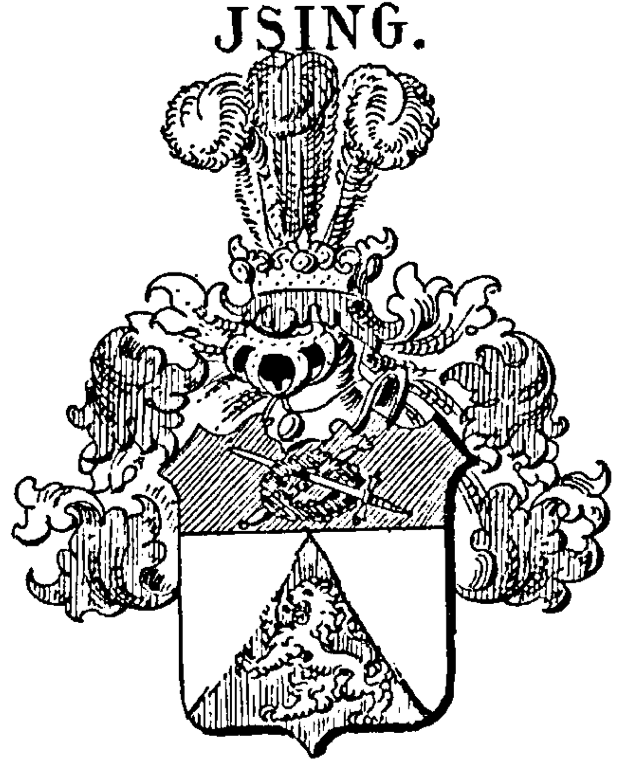
Wappen derer von Ising in Siebmachers Wappenbuch

Ising ist der Name eines preußischen Briefadelsgeschlechts.
Die Familie ist von dem namensgleichen, nichtverwandten niedersächsisch-westfälischen Adelsgeschlecht Ising zu unterscheiden.

## Geschichte
Das Geschlecht stammt ursprünglich aus dem Unterelsass. Am 18. Januar 1896 wurde Friedrich Wilhelm Julius Ising, Generalleutnant à la suite der Armee und Kommandant des Zeughauses in Berlin, in den preußischen Adelsstand erhoben. Julius war ein Sohn des Oberförsters Wilhelm Ising (1791–1881) und dessen Ehefrau Wilhelmine, geborene Keller (1810–1884). Er war in erster Ehe ab dem 25. November 1863 mit Marianne Volckard (1842–1896) verheiratet. Nach ihrem Tod heiratete er 1897 in Berlin Marianne Gartig, verwitwete Steinkopf. Aus der ersten Ehe gingen zwei Kinder hervor:
- Klara Marianne von Ising (* 1865)
- Wilhelm Eduard Joachim von Ising (1867–1914), Dr. phil., Herr auf Herzogswalde, Kreis Oststernberg ⚭ 1899 Gertrude Franziska Wilhelmine von Brause (* 1876). Aus der Ehe stammt eine Tochter namens Marianne Luise Klara Franziska von Ising (* 1901).

## Persönlichkeiten

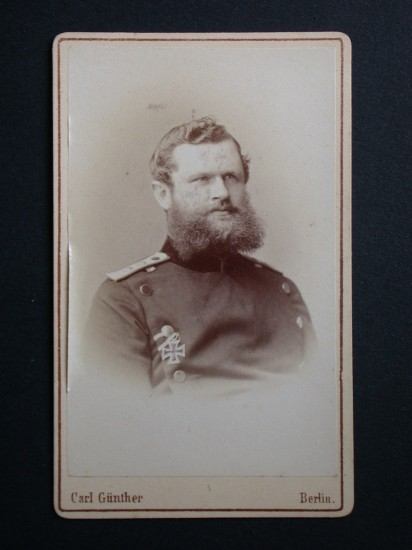
Julius von Ising (1832–1898)

- Julius von Ising (1832–1898), preußischer Generalleutnant und Kommandant des Berliner Zeughauses

## Wappen
Blasonierung: Unter purpurnem Schildhaupt, worin ein goldenes Zepter und ein silbernes Schwert mit goldenem Griff ins Andreaskreuz gelegt und durch einen grünen Eichenkranz verbunden, Silber mit eingebogener oben von zwei roten Rosen begleiteter roter Spitze, worin ein silberner Löwe. Auf dem gekrönten Helm mit rot-silbernen Helmdecken drei Straußenfedern (silbern-rot-silbern).